# Neoxyphinus barreirosi
Neoxyphinus barreirosi – gatunek pająka z rodziny Oonopidae.

## Taksonomia
Gatunek ten opisany został po raz pierwszy w 2012 roku przez Naiarę Abrahim i Alexandre Bragio Bonaldo na łamach „American Museum Novitates”. Jako lokalizację typową wskazano Estação Cientifica Ferreira Penna w Melgaço (Pará) w brazylijskim stanie Pará. Epitet gatunkowy nadano na cześć arachnologa, Joségo A.P. Barreirosa.

## Morfologia
Holotypowy samiec ma 1,49 mm, a paratypowa samica 1,58 mm długości ciała. Karapaks jest pomarańczowobrązowy, gładki, o lekko wyniesionej części głowowej, tępo ząbkowany na krawędziach bocznych, a na powierzchniach tylno-bocznych pozbawiony kolców. Nadustek ma prostą w widoku przednim, u samca niezmodyfikowaną, a u samicy lekko obrzeżoną krawędź. Kolor szczękoczułków, szczęki i wargi dolnej jest pomarańczowobrązowy. Pomarańczowobrązowe, tak szerokie jak długie sternum ma małe dołki na powierzchni. Odnóża są jasnopomarańczowe. Łącznik jest rurkowaty, przeciętnych wymiarów. Opistosoma (odwłok) ma pomarańczowobrązowe, gładkie, pozbawione ząbków w przedniej połowie skutum grzbietowe oraz pomarańczowobrązowe skutum postepigastryczne.
Genitalia samicy cechują się płytką płciową o szerokim przedsionku. Nogogłaszczki samca są w całości żółte, wyposażone w długi i cienki embolus o spiczastym wyrostku wierzchołkowym, pozbawiony listewki przednio-bocznej i guzka przednio-bocznego.

## Rozprzestrzenienie
Pająk neotropikalny, znany ze stanu Bolívar w Wenezueli, Potaro-Siparuni w Gujanie, departamentu Amazonas w Kolumbii oraz stanów Amazonas i Pará w Brazylii. 